# Theretra aspersata
Theretra aspersata är en fjärilsart som beskrevs av Kirby 1877. Theretra aspersata ingår i släktet Theretra och familjen svärmare. Inga underarter finns listade i Catalogue of Life.